# Genyo Takeda
Genyo Takeda (竹田玄洋 Takeda Gen'yō ? , nació el 7 de marzo de 1949, en Osaka, Japón) es el Consejero Tecnológico de Nintendo, antiguo director general de Nintendo IRD, a veces ha actuado como Director representante de Nintendo. Se unió a Nintendo en 1972, y fue ascendido a su actual cargo en 2015, tras la reestructuración de Nintendo emprendida por Tatsumi Kimishima.  En la actualidad es el Consejero Tecnológico de Nintendo, pero antiguamente también trabajó en el desarrollo de videojuegos y sobre todo de videoconsolas, pues fue el creador de la Nintendo Wii, la Nintendo GameCube y la Nintendo 64. En el desarrollo de software, se caracteriza por la creación de las franquicias Punch-Out!! y StarTropics. También creó el primer juego de Nintendo para arcade, EVR Race, en 1975.
En abril de 2017 anunció su retirada.

## Biografía  y Carrera profesional
Genyo Takeda nació en Osaka, Japón. Cuando era niño, Takeda disfrutó trabajando con sus manos, en la construcción de objetos pequeños como los trenes y aviones en miniatura. Asistió a la Universidad de Shizuoka, en Honshu, donde estudió semiconductores. Después de su graduación en 1971, fue contratado por Nintendo después de que Takeda respondió a un anuncio en el periódico. Fue entrevistado y posteriormente contratado por Gunpei Yokoi. Takeda trabajó junto Masayuki Uemura en el equipo de Nintendo R&D2 y desarrollaron el "Laser Clay Shooting System. Después de varios años en R&D2, Takeda fundó el departamento R&D3 de Nintendo el más pequeño de los departamentos de Nintendo con unos 20 empleados,	 las responsabilidades primarias de R&D3 fueron el diseño y desarrollo de software técnico y de hardware, tanto para los sistemas de arcade y las consolas domésticas posteriores, la Famicom y la NES.	 El equipo también ayudó a crear el cambio de banco y los chips de MMC en los cartuchos de NES. I + D3 también hicieron incursiones en el desarrollo de videojuegos, produciendo unos títulos tan famosos como las series de juegos Punch-Out !! y StarTropics. R&D3 también fue responsable de la liberación de una serie de juegos de deportes para Nintendo, incluyendo Pro Wrestling, NES Play Action Football y Ice Hockey. Estos títulos fueron dirigidos principalmente al mercado estadounidense, donde se vendieron bien.
Una limitación importante de los cartuchos de la NES fue la incapacidad para guardar directamente en el cartucho. Los cartuchos contienen memoria RAM, pero pierden toda la memoria almacenada en cuanto la alimentación se desconecta. Takeda y su equipo, desarrollaron la batería de la memoria, que se utilizó por primera vez en el videojuego de Shigeru Miyamoto The Legend of Zelda. Suministra una fuente de alimentación de por vida para el chip de memoria RAM, el mantenimiento de los datos guardados, incluso cuando la fuente de alimentación principal se corta o se retira el cartucho. A Takeda también se le atribuye la invención del controlador analógico para la Nintendo 64 del sistema, un estilo que desde entonces ha sido copiado por Microsoft y Sony para sus respectivos sistemas.	 el equipo de Takeda fue renombrado Integrated Research & Development en el año 2003. En ese mismo año, trabajaron con Conexant para crear banda ancha y módem periféricos para la Nintendo GameCube. Takeda fue el director representativo de Nintendo junto a Shigeru Miyamoto tras la muerte de Satoru Iwata en julio de 2015, hasta septiembre de 2015, cuando fue nombrado Presidente Tatsumi Kimishima, entonces pasó a ser Consejero Tecnológico, y su departamento, Nintendo IRD, desapareció para convertirse en Nintendo Platform Technology Development.
En la junta de accionistas que Nintendo celebró el 27 de abril de 2017, Genyo Takeda anunció que se retiraría en junio de ese año, tras llevar trabajando desde 1972 en Nintendo. Así mismo, confirmó que su sustituto sería Ko Shiota.

## Desarrollo de Wii
Takeda fue el principal desarrollador de la consola Wii. Es conocido por su desacuerdo con el modelo contemporáneo de la adición de mejoras técnicas y gamas gráficas para crear nuevas generaciones de consolas. Afirma que dicha idea conlleva rendimientos decrecientes. Ha sido citado diciendo que "Si Nintendo hubiese seguido los modelos de ruta existentes hubiéramos hecho la [Wii] más rápida y llamativa. En el desarrollo, nos dimos cuenta de la enorme ineficiencia de este camino cuando comparamos las dificultades y los costes de desarrollo en contra de las nuevas experiencias que los clientes puedan tener". Takeda comenzó a tener dudas acerca de seguir este modelo ya en 2002. Afirma haberse dado cuenta de que los consumidores no estarán satisfechos con los gráficos en cualquier punto, que las nuevas mejoras gráficas con el tiempo desaparecerán, y que "no hay fin a los deseos de aquellos que sólo quieren más. Si le das una, piden dos. Si les das dos, piden tres, su deseo crece exponencialmente".
Él ha comparado la industria de las famosas consolas con la industria del automóvil. Al darse cuenta de que no todos los coches se construyen para competir al más alto nivel de la competición, él señala que hay mercados lucrativos para la mayoría de los vehículos, para familias de bajo consumo también. Takeda quería para la Wii este modelo, y ha mencionado en una entrevista que uno de sus principales objetivos técnicos de la Wii fue (siendo conscientes del aumento de las facturas de electricidad y reducción de costos) reducir la potencia necesaria para operar la consola mientras se mantiene el mismo alto rendimiento. Se ha comparado la Wii para un vehículo híbrido por sus atributos de apelación y de conservación de masas.

## Trabajos de Software
Productor
- EVR Race
- Sheriff
- Space Firebird
- Popeye
- Punch-Out!!
  - Super Punch-Out!!
  - Arm Wrestling
- StarTropics
  - Zoda's Revenge: StarTropics II
- Super Punch-Out!! (SNES)
- Pilotwings 64
- Pokémon Puzzle League
- Dr. Mario 64

Director
- Punch-Out!! (NES)
- StarTropics
  - Zoda's Revenge: StarTropics II

Scriptwriter
- StarTropics
  - Zoda's Revenge: StarTropics II

Agradecimientos Especiales
- Donkey Kong Country
- Killer Instinct Gold

Supervisor
- Punch-Out!! (Wii)